# Louis Bullock
Louis Herbert Bullock Jr. (Washington D. C., Estados Unidos, el 20 de mayo de 1976) es un exjugador de baloncesto estadounidense. Jugaba de escolta, aunque por sus características llegó a jugar en ocasiones de base. Mide 1,85 metros. Apodado Sweet Lou desde su paso por la Universidad de Míchigan, era un jugador rápido y con una gran muñeca, así como un gran tirador de triples.

## Biografía
Empezó en la Laurel Baptist Academy en Maryland y con 19 años entró en la Universidad de Míchigan, donde permaneció durante 4 años. Entre sus récords figuran ser el segundo jugador en anotación de su conferencia en 1998 (tras Quincy Lewis), anotar en esa temporada cuatro veces 30 o más puntos, y ser nombrado en el segundo equipo All Big 10. Promediando 16,85 puntos, 3,3 rebotes y 2,2 asistencias, fue elegido en segunda ronda con el número 42 por los Minnesota Timberwolves en el Draft de la NBA de 1999. Posteriormente sus derechos fueron traspasados a Orlando Magic.
Aun así, nunca llegó a jugar en la liga estadounidense. En diciembre de 1999 da el salto a Europa y ficha por el Muller Verona, sustituyendo a Artie Griffin. En abril de 2001 es cortado del equipo, pasando a jugar la temporada 01/02 con el Addeco Milan. En su época en Italia Bullock promedió 23,8 puntos y 2,7 asistencias.
En mayo de 2002, una vez acabada la temporada en la LEGA, Unicaja Málaga, de la Liga ACB de España, lo contrata para sustituir a Veljko Mrsic. En Málaga coincide con Bozidar Maljkovic como entrenador. Disputa los playoffs con el equipo malagueño, consiguiendo llegar a la final y proclamarse subcampeón. Juega durante dos años para el equipo andaluz, promediando en ese tiempo 16,3 puntos y 2,2 asistencias por partido.
En verano de 2004 Boza Maljkovic es contratado por el Real Madrid y éste se lleva al equipo blanco a Bullock y al también cajista Mous Sonko. En su primer año en el equipo blanco consigue proclamarse campeón de liga en una final de infarto contra el TAU Vitoria, en la que el conjunto madridista remontó ocho puntos de desventaja en el último minuto del partido final. Bullock fue nombrado MVP de la final, y con su equipo fue subcampeón de la Copa del Rey y de la Supercopa de España.
Su segundo año en el Real Madrid no fue tan bueno. El equipo no llega a los objetivos marcados, quedando sexto en la liga regular y siendo eliminado en la primera ronda de los playoffs. Además por su mala campaña no consigue clasificarse para la Euroliga del año siguiente. Boza Maljkovic es destituido a final de temporada, siendo sustituido por el segundo entrenador, Joan Plaza.

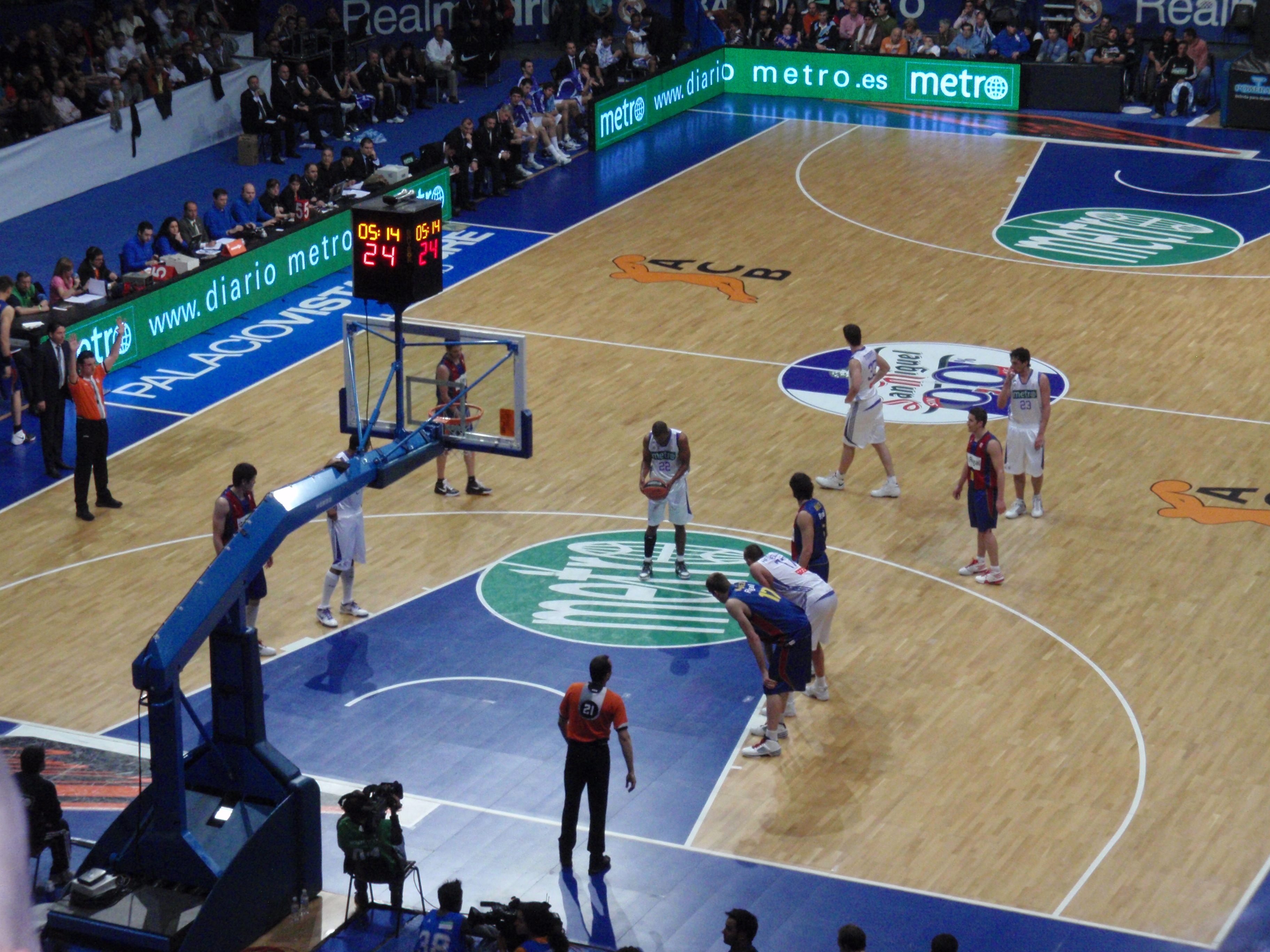
Bullock en la línea de tiros libres frente al Barcelona en la temporada 2007/2008

En su tercera temporada en el equipo blanco vuelven los éxitos para Bullock. Se proclama con el Real Madrid campeón de la Copa ULEB, lo que le asegura una plaza en la Euroliga para el año siguiente. El equipo además lidera la liga regular durante la mayor parte del año, quedando segundo en la Liga Regular que da acceso a los PlayOffs por el título, consiguiendo en estos su segunda Liga ACB tras ganar la final ante el Winterthur Barcelona. También queda subcampeón de la Copa del Rey tras perder la final ante el Winterthur Barcelona.
Bullock nunca fue internacional absoluto con Estados Unidos aunque si con la selección sub-22, y por ello se ofreció para jugar en la selección española absoluta. Se consagró como uno de los mejores escoltas en Europa, demostrando su calidad en todos los equipos en los que jugó. En el Madrid fue segundo capitán del equipo y la mayor referencia en ataque, gracias a su acierto en los triples y a sus rapidez y efectividad en la entrada a canasta.
El 29 de diciembre de 2009, en el derbi madrileño, anotó su triple número 650 en la Liga ACB.
El 6 de agosto de 2010 mediante una carta a la agencia Europa Press, muestra su agradecimiento y se despide del Real Madrid, para fichar al día siguiente por el también equipo de ACB Cajasol Sevilla donde firma un contrato que lo vincula por una temporada con este club.
Tiene dos hijas, una nacida en Málaga y la otra en Madrid.

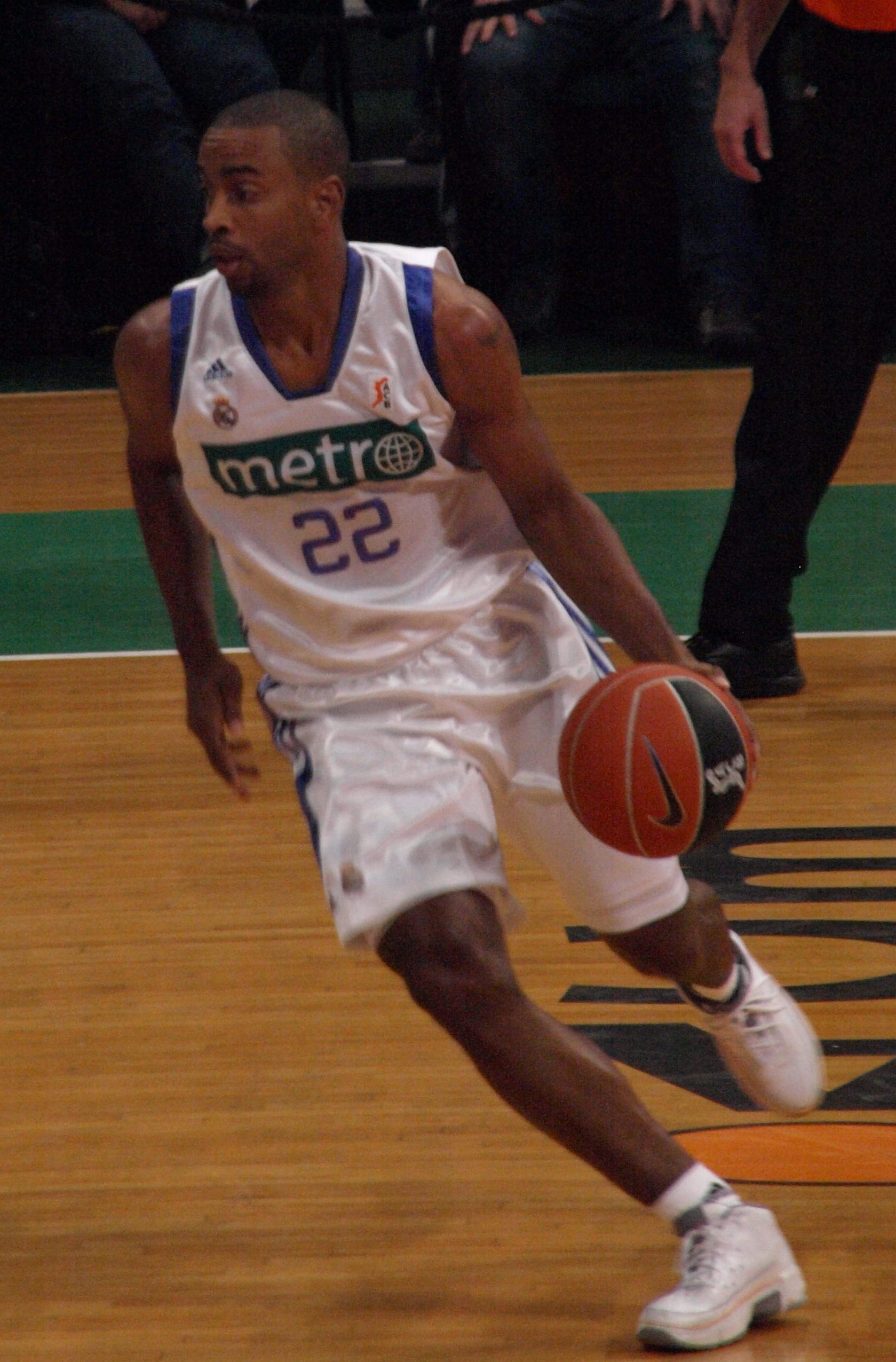
Louis Bullock en plena acción en el partido que enfrentó al Real Madrid con el DKV Joventut en noviembre de 2008 en el pabellón Olímpico de Badalona de la primera vuelta de la fase regular de la liga ACB.

## Palmarés
- 1 Medalla de Oro con la selección estadounidense sub-22 en el Campeonato Panamericano de la categoría, en 1996.
- Liga ACB (2): 2005, 2007
- Copa ULEB (1): 2007.

## Distinciones individuales
- Máximo anotador de la LEGA en 2002 con 696 puntos (24,9 por partido) en el Addeco Milan.
- MVP Final ACB (1): 2005.
- Concurso de triples ACB (3): (2004, 2006, 2008).
- Campeón del concurso de triples del McDonald's All-American en 1995.